# Jankowce (przystanek kolejowy)
Jankowice – przystanek kolejowy w Jankowcach, w województwie podkarpackim, w Polsce, na linii Stróże – Krościenko. Znajduje się tu jeden peron. Stacja nie jest obsługiwana, m.in. z uwagi na wyłączenie z użytkowania dalszego odcinka linii kolejowej numer 108 (Uherce – Krościenko).

## Ruch pasażerski
| Rok  | Wymiana pasażerska na dobę |
| ---- | -------------------------- |
| 2017 | –                          |
| 2022 | 0-9                        |